# Wargaming

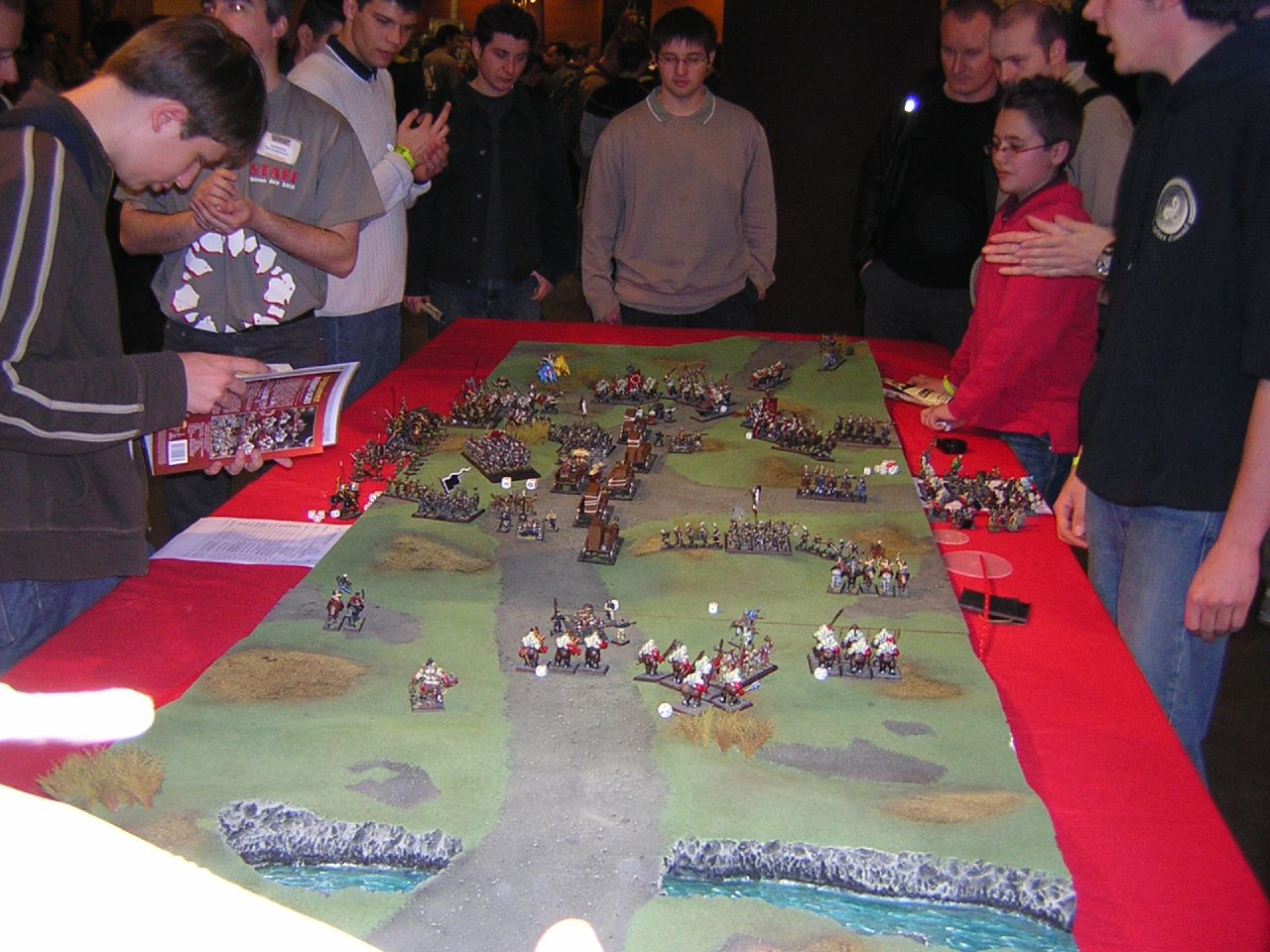

Wargaming (także gry wojenne, bitewne, figurkowe, strategiczne) – rodzaj hobby związanego z grami wojennymi i strategicznymi, mającymi na celu symulację konfliktów zbrojnych w możliwie dokładnym stopniu, uwzględniając takie czynniki jak zaopatrzenie, pole widzenia itp. Większości gier dotyczy konfliktów historycznych lub współczesnych, popularne są także gry wojenne w realiach fantasy i science fiction.

## Historia
Początki gier wojennych to XIX wiek, gdy w roku 1811 gra Kriegspiel symulująca wojnę francusko-pruską stała się elementem wyszkolenia oficerów pruskich. W XIX wieku angielski klub entuzjastów niezwiązanych z wojskiem wraz z Johnem Fredrickem Jane'em opracował reguły gry związanej z bitwami morskimi.
Na początku XX wieku ukazały się książki Herberta George'a Wellsa Floor Games i Little Wars, w których autor starał się zebrać reguły dotyczące gier figurkowych. Rozkwit zainteresowania nastąpił w okresie po II wojnie światowej – początkowo gry planszowe i figurkowe, a wraz z upowszechnieniem komputerów pojawiły się wojenne gry komputerowe.

## Rodzaje
- gry karciane – gry wykorzystujące specjalne karty oznaczające jednostki lub zdarzenia
- gry figurkowe – gry z wykorzystaniem figurek, często także kości do gry i specjalnych dioram, np. Warhammer Fantasy Battle, Warhammer 40,000, Warheim Fantasy Skirmish, De Bellis Antiquitatis, Szczelba, Operation : World War 2, Ogniem i Mieczem: Rzeczpospolita w płomieniach
- gry planszowe – gry z użyciem żetonów na planszy podzielonej zwykle na pola heksagonalne, np. Risk, Squad Leader, Storm Over Arnhem, polskie systemy typu WB95 czy B35 i inne
- gry komputerowe – gry z udziałem komputera zarówno jako przeciwnika, jak i przez internet, często korzystające z innych wzorów np. Panzer General, Steel Panthers, Close Combat, Combat Mission, Laventhar, John Tillers Combat Series.